# George Osborne Morgan
George Osborne Morgan född 8 maj 1826 i Göteborg, död 25 augusti 1897 i Moreton Hall, var en engelsk jurist och politiker, son till kyrkoherden vid engelska församlingen i Göteborg, Morgan Morgan, och Fanny Nonnen.
Morgan gjorde lysande universitetsstudier, blev 1853 advokat och tillhörde sedan 1868 underhuset. Han blev efter liberalernas valseger 1880 judge advocate general (generalauditör) i Gladstones andra ministär och medlem av Privy council samt var undersekreterare för kolonierna i Gladstones tredje ministär (januari–juli 1886). Han upphöjdes 1892 till baronet och var under sina sista år den walesiska gruppens ledare i underhuset. Bland de lagar som Morgan genomdrev kan nämnas dem om gift kvinnas äganderätt (1882) och om avskaffande av kroppsstraff inom armén (1881). Han var även en framstående juridisk och skönlitterär författare.